# Spindelnätet
Spindelnätet (original: The Web) är en amerikansk thriller från 1947 som regisserades av Michael Gordon. En privatdetektiv samarbetar med en poliskommissarie för att lura en mäktig industripamp att erkänna ett brott.

## Roller
- Ella Raines – Noel Faraday
- Edmond O'Brien – Bob Regan
- William Bendix – Kommissarie Damico
- Vincent Price – Andrew Colby
- Maria Palmer – Martha Kroner
- John Abbott – Charles Murdock
- Fritz Leiber – Leopold Kroner
- Howard Chamberlin – James Timothy Nolan
- Tito Vuolo – Emilio Canepa